# Archestrato di Gela
Archestrato di Gela (Gela, IV secolo a.C. – 330 a.C. circa) è stato un poeta siceliota.

## Biografia
Visse all'incirca nella seconda metà del IV secolo a.C. e, cultore dell'arte del piacere, è considerato un precursore di Epicuro, come attestano le fonti antiche. Tra l'altro già gli antichi mettevano in luce come i filosofi dell'epoca di Archestrato si interessassero al suo poemetto.

## GliHedypatheia
Della sua opera ci è pervenuto un numero discreto di frammenti (62, oltre ad 11 versi di una traduzione-rielaborazione di Ennio), seppure spesso molto brevi, tramandatici da Ateneo di Naucrati nella sua opera simposiale I sofisti a banchetto. Il poemetto è conosciuto sotto vari titoli, tutti antichi: secondo lo stoico Crisippo si intitolava Gastronomia, secondo Callimaco Hēdypatheia, ossia, letteralmente, Poema del buongustaio, che è oggi il titolo più diffuso tra gli studiosi.
Nel suo poema Archestrato racconta dei suoi lunghi viaggi alla ricerca delle migliori vivande e dei vini più pregiati. Tratta inoltre del pane, dei pesci della selvaggina, della produzione e della conservazione del vino. Si sofferma soprattutto sui pesci, indicandone le qualità migliori, i luoghi di provenienza, le specie più rinomate e le specifiche stagioni di pesca.
Ateneo ritiene l'opera e il pensiero di Archestrato dotati di considerevole valore filosofico. Nei suoi scritti egli riporta:
Nel VII libro dei Deipnosofisti leggiamo ancora:
Questo brano rivela l'alta stima che gli studiosi del tempo riponevano nell'opera del poeta gelese, ponendolo addirittura come creatore di un nuovo pensiero, che si affermò durante la Roma imperiale. Della stessa materia di Archestrato, infatti, tratta la satira IV del libro II di Orazio (I secolo d.C.), e tracce degli Hedypàtheia affiorano nel costume gastronomico di Roma e, indirettamente, anche nell'opera di Apicio.